# Buccinum cnismatum
Buccinum cnismatum är en snäckart som beskrevs av Dall 1907. Buccinum cnismatum ingår i släktet Buccinum och familjen valthornssnäckor. Inga underarter finns listade i Catalogue of Life.